# Comuna Dălgopol, Varna
Dălgopol (în bulgară Дългопол) este o comună în regiunea Varna, Bulgaria, formată din orașul Dălgopol și 15 sate. 

## Localități componente

### Orașe
- Dălgopol

### Sate
| - Arkovna - Asparuhovo - Boreana - Kamen Deal - Komunari | - Krasimir - Lopușna - Medoveț - Partizani - Poleațite | - Roiak - Sava - Sladka Voda - Velicikovo - Țonevo |

## Demografie
Componența etnică a comunei Dălgopol
     Nicio identificare (13,96%)
     Romi (4,76%)
     Bulgari (39,99%)
     Turci (41,12%)
     Altele (0,15%)
La recensământul din 2011, populația comunei Dălgopol era de 14.389 locuitori. Nu există o etnie majoritară, locuitorii fiind turci (41,12%), bulgari (39,99%) și romi (4,76%). Pentru 13,96% din locuitori nu este cunoscută apartenența etnică.